# 호셤구

호셤구의 위치

호셤구(영어: Horsham District)는 잉글랜드 웨스트서식스주에 위치한 비도시 자치구로 중심 도시는 호셤이며 인구는 134,158명(2014년 기준), 면적은 530.26km2이다.